# 石巻河南道路
石巻河南道路（いしのまきかなんどうろ）は、宮城県石巻市において事業中の地域高規格道路（国道108号）の路線名である。

## 概要
同路線は宮城県石巻市と山形県酒田市を高規格道路で結ぶ「みちのくウエストライン」構想のうち、石巻新庄道路の一部として2016年（平成28年）4月1日に事業化へ向けての調査開始が発表された。その後、2020年（令和2年）7月1日に当路線のルート帯を現道拡幅・バイパスの併用で整備することが決定し、翌2021年（令和3年）2月12日には都市計画変更手続きが完了、さらに同年3月9日に道路整備開始に向けた最終的な審議の場となる社会資本整備審議会にて、翌年度の新規事業化が妥当であると判断され、2021年（令和3年）度に事業化された。
国道108号現道の当該区間は、道路交通の円滑性の低下や救急搬送の速達性に劣っていること、さらに物流ネットワークの機能低下などの課題が多く存在している。当路線の整備により道路交通の円滑性確保や救急搬送時の速達性確保、物流ネットワークの効率化などの整備効果が期待されている。
全体事業費は約210億円、計画交通量は約10,900台/日を見込んでいる。

### 路線データ
- 起点：宮城県石巻市蛇田
- 終点：宮城県石巻市北村
- 延長：7.8 km
- 規格：第4種第1級（現道拡幅区間） / 第3種第2級（バイパス区間）
- 道路幅員：22.0 m（現道拡幅区間） / 8.5 m（バイパス区間）
- 車線数：4車線（現道拡幅区間） / 2車線（バイパス区間）
- 車線幅員：3.25 m（現道拡幅区間） / 3.5 m（バイパス区間）
- 設計速度：60 km/h（現道拡幅・バイパス区間）